# Onorificenze dello Stato libero di Croazia
Durante la guerra lo Stato indipendente di Croazia assegnò un gran numero di onorificenze.

## Storia
Dopo i primi di aprile del 1941 con l'invasione della Jugoslavia, il Regno di Jugoslavia fu schiacciato e smembrato, e fu creato il cosiddetto Stato indipendente di Croazia con Ante Pavelić a capo del governo. Il governo Ustascia della Jugoslavia era alleato del governo nazista. Gli ordini e le decorazioni della Croazia della seconda guerra mondiale rimasero segrete fino al 1990 quando la Croazia divenne indipendente.

## Lista delle medaglie

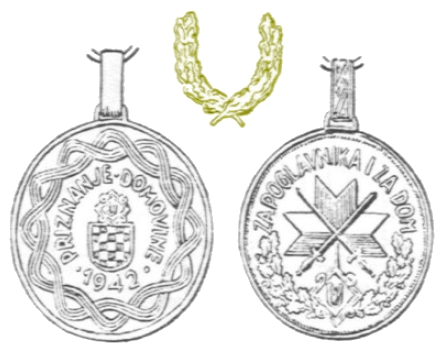
Medaglia dei Feriti

- Ordine militare del Trifoglio di ferro (Vojnički red željeznog trolista) (27 dicembre 1941)
- Ordine della Corona del re Zvonimiro (Red krune kralja Zvonimira) (17 maggio 1941)
- Medaglia della Corona del re Zvonimiro (Kolajna krune kralja Zvonimira) (27 dicembre 1941)
- Medaglia del Poglavnik Ante Pavelić per il coraggio (Kolajna poglavnika Ante Pavelića za hrabrost) (27 dicembre 1941)
- Medaglia commemorativa della fondazione dello Stato indipendente di Croazia (Spomenznak na uspostavu Nezavisne Države Hrvatske) (18 marzo 1942)
- Ordine al merito (Red za zasluge) (19 dicembre 1942)
- Medaglia dei feriti (Ranjenička kolajna) (8 aprile 1943)
- Medaglia commemorativa del 5 dicembre 1918 (Spomenznak 5. prosinca 1918. ') (30 novembre 1943)
- Medaglia commemorativa della guerra (spomenznak War) (29 dicembre 1943)

Il 10 aprile 1945 la Medaglia Velebit (Velebitska kolajna) per coraggio (argento e bronzo) è stato aggiunta all'ordine delle decorazioni croate. Fu creata il 1º gennaio 1932 in Italia e assegnato a soldati che hanno partecipato a un'operazione nel villaggio di Lika Buršani (7 settembre 1932).
Per volere del governo croato il 10 ottobre 1943, piccoli segni (nastri) sono stati aggiunti come decorazioni. I nastri sono stati realizzati per il personale militare e andavano indossati sulle uniformi.
Dal 1942, le decorazioni della Croazia furono create nella zecca di Zagabria, "Braća Knaus" (fratelli Knaus) (ex "Griesbach & Knaus") e nella bottega di Teodor Krivak Varaždin (ex "Varasdino"').
L'ordine della Corona di re Zvonimiro fu creata su iniziativa del colonnello della forza aerea Jakob Machiedo. Il disegno del colonnello Machiedo prevedeva elementi artistici dell'antico patrimonio culturale croato, l'ornamento del trifoglio, la spada e le stelle.
La "Medaglia della Corona di re Zvonimiro" e la "Medaglia del Poglavnik Ante Pavelić per il coraggio" furono create dallo scultore croato Ivo Kerdić. "L'ordine della Corona di re Zvonimiro" e "l'Ordine militare del Trifoglio di ferro" avevano la forma di croce di trifoglio. La croce di trifoglio è diventato famosa ed è nota al mondo come la "Croce croata".

## Cavalierato

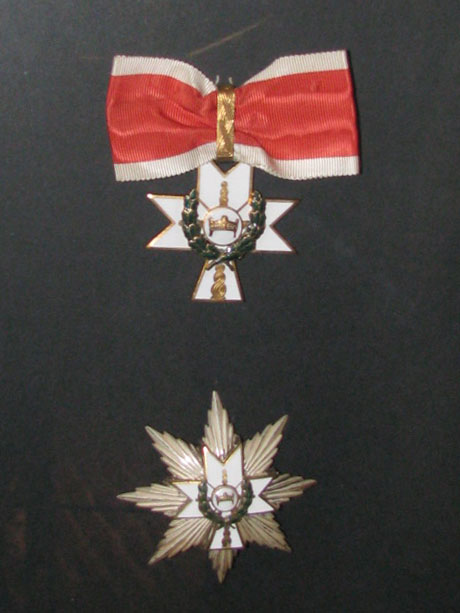
Ordine della corona di re Zvonimir con stella e corona di quercia

Il Cavalierato nello Stato indipendente di Croazia è stato conferito dallo Stato durante la sua esistenza dal 1941 al 1945. Il titolo di vitez o cavaliere, è stato assegnato ai detentori di alcune onorificenze premi statali.
Le onorificenze assegnate
1. Ordine militare del Trifoglio di ferro 1ª classe con foglie di rovere
2. Ordine militare del Trifoglio di ferro prima classe
3. Grand'ordine della Corona del re Zvonimiro con foglie di querce e stelle
4. Grand'ordine della Corona del re Zvonimiro con stelle e spade
5. Grand'ordine della Corona del re Zvonimiro
6. Medaglia Ante Pavelić per il coraggio in oro
7. Ordine militare del Trifoglio di ferro di II classe con foglie di rovere
8. Ordine militare del Trifoglio di ferro di seconda classe
9. Ordine della Corona del re Zvonimiro 1ª classe con foglie di querce e stelle
10. Ordine della Corona del re Zvonimiro con stelle e spade
11. Ordine della Corona del re Zvonimiro con stella

### I cavalieri
Il titolo è stato assegnato a 26 generali:
- Ladislav Aleman (-1945)
- Salko Alikadić (-1941)
  - Premio ricevuto postumo dopo la morte nell'Operazione Ozren.
- Vilko Begić (1874–1946)
- Rafael Boban (1907-?)
- Eduard Bona Bunić (1894–1944)
  - Ricevuto postumo dopo la morte nella battaglia di Travnik.
- Matija Čanić (1901–1964)
- Desović Milano (1895–1960)
- Fedor Dragojlov
- Stjepan Duić (-1934)
  - Ricevuto postumo dopo l'istituzione dello Stato indipendente di Croazia.
- Jure Francetić (1912–1942)
  - Ricevuto postumo dopo la sua morte nel 1942.
- Grujić Đuro (1885–1945)
- Artur Gustović (-1945)
- Đuro Jakčin (-1944)
- Slavko Kvaternik (letteratura)
- Vladimir Laxa (1869-1945)
- Vjekoslav Luburić (1914–1969)
- Franjo Lukac (-1946)
- Josip Metzger (1883–1945)
- Ante Moškov (1911–1948)
- Ivan Perčević (1881–1947)
- Krunoslav Stjepan Perčić (1891–1971)
- Dragutin Rubčić (-1986)
- Adolf Sabljak (1886–1947)
- Tomislav Sertić (1898–1945)
- Franjo Šimić (1900–1944)
- Slavko Stanzer (1872–1945)

Colonnelli che ricevettero il titolo:
- Viktor Pavičić (-1943)[2]